# 向阳峪镇
向阳峪镇，是中华人民共和国内蒙古自治区呼伦贝尔市阿荣旗下辖的一个乡镇级行政单位。

## 行政区划
向阳峪镇下辖以下地区：
向阳社区、三道沟村、乐昌村、太平山村、富山村、兴发村、解放村、羊草沟村、向阳村、胜利村、松树林村、椅子山村、两方六村、太平沟村、桦树沟村、孤山屯村、关家沟村、松塔沟村和红花梁子村。